# E.J.C. Qvistgaard
Erhard Jørgen Carl Qvistgaard (født 11. maj 1898 i Rorup, død 8. maj 1980 i København) var en dansk søofficer, fra 1950 admiral og Danmarks første forsvarschef. I 1953-1954 var han desuden formand for NATOs militærkomité.

## Karriere
Efter uddannelse på Søofficerskolen blev Qvistgaard sekondløjtnant 1919, premierløjtnant 1920 og kaptajnløjtnant 1928. I 1925-31 og igen 1935-38 var han chef på flere af Danmarks ubåde. I de mellemliggende år 1931-35 var han lærer ved Søofficerskolen, og 1936-38 var hans forstander og lærer ved undervandsbådsskolen for søofficerer. I 1937 blev han orlogskaptajn, og fra 1938 til 1945 var han adjudant ved kong Christian 10. Qvistgaard forfremmedes til kommandørkaptajn 1945 og til kommandør 1948. I 1946 var han blevet udnævnt til marine- og luftattaché ved Danmarks ambassade i London - en opgave han løste tilstrækkelig sikkert til, at daværende forsvarsminister Rasmus Hansen i 1949 sendte ham videre til USA med midlertidig rang af kontreadmiral. Dels for også her at virke som marineattaché, dels og især for at lede den danske delegation ved den Washington-gruppe, der var ved at planlægge og oprette det fremtidige NATO.
I kølvandet på disse opgaver havde Qvistgaard da opbygget så værdifulde internationale kompetencer og så vidtstrakt en atlantisk berøringsflade, at valget af ham til den nyoprettede stilling som forsvarschef forekom forsvarsministeren rigtigt, netop på det tidspunkt hvor Danmark samtidig skulle omstille sig til NATOs nye internationale, transatlantiske strukturer.
Fra 1. oktober 1950 til 1. oktober 1962 var Qvistgaard således Danmarks første - og til dato længst siddende - forsvarschef. Hans opgave blev betragtet som vanskelig, idet Qvistgaard dels skulle dels give en helt ny stilling indhold og tyngde, dels søge at få de tre værn - Hæren, Søværnet og det også nyoprettede Flyvevåben - til at samarbejde under en ny overordnet ledelse. Men Qvistgaard besvarede udfordringen til skiftende forsvarsministres udtalte tilfredshed, og skabte derved netop den fornødne autoritet omkring så ny en funktion.

### Fritid og familie
Admiral Qvistgaard var gift med Anna Rose f. Laage-Petersen (1900-1998), med hvem han fik døtrene Birte (1927-2014) og Lise (f. 1933), og sønnen Niels Iver Qvistgaard (1925-1952), der 26. oktober 1952 faldt som amerikansk marineinfanterist under FN-flag i Koreakrigen, et tab Qvistgaard næppe nogensinde kom over.
Sine sidste år var Qvistgaard gift med Telse Gertrud f. Thalbitzer (1922-1997). Qvistgaard virkede desuden som formand for Den Qvistgaardske Slægtsforening 1953-60, og efter sin afsked fra tjenesten sad han 1964-74 i bestyrelsen for IBM Danmark.
Ved sin død i 1980 blev Admiral Qvistgaard begravet fra Holmens Kirke og hviler på Gilleleje Kirkegård med sine slægtninge.

## Udgivelser af E.J.C. Qvistgaard
- Qvistgaard, E.J.C. De internationale Søvejsregler. København: Hagerup, 1939.
- Dahl, Kai, E.J.C Qvistgaard, m.fl. Lærebog i Sømandskab. København: Dyva & Jeppesen, 1940.